# 雪龙号

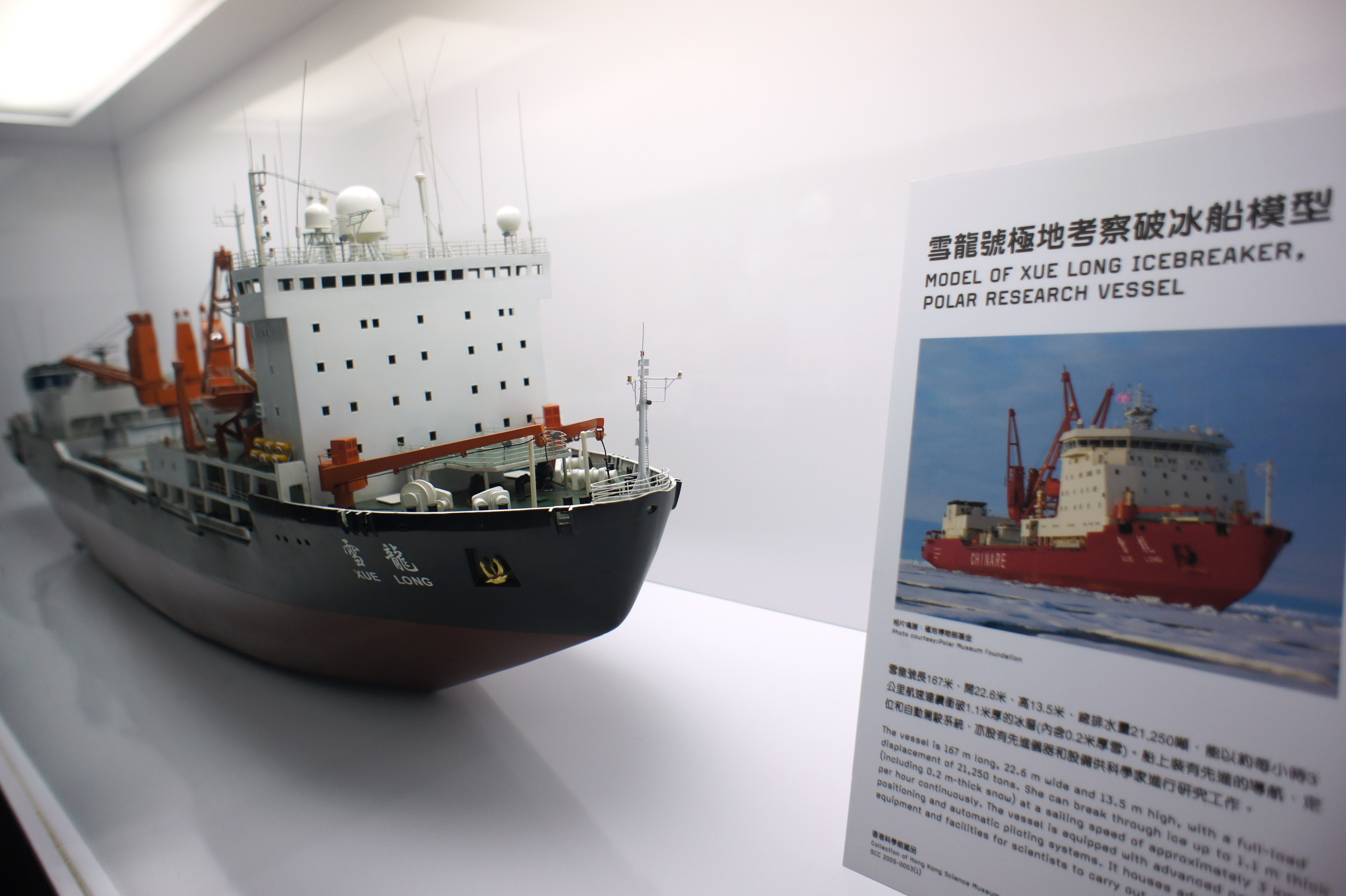
雪龍號極地考察破冰船模型，展於香港科學館

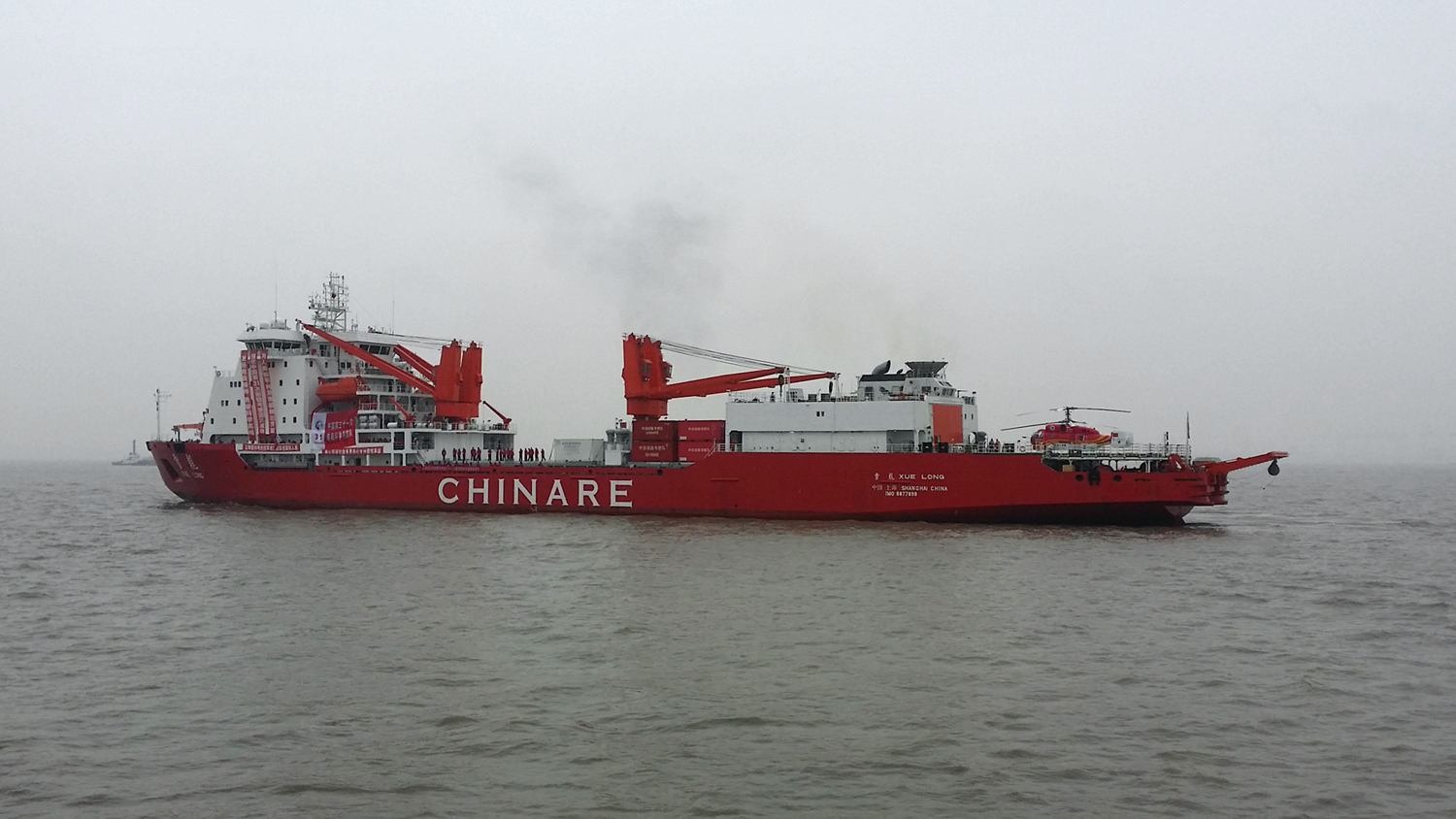
2014年的雪龍

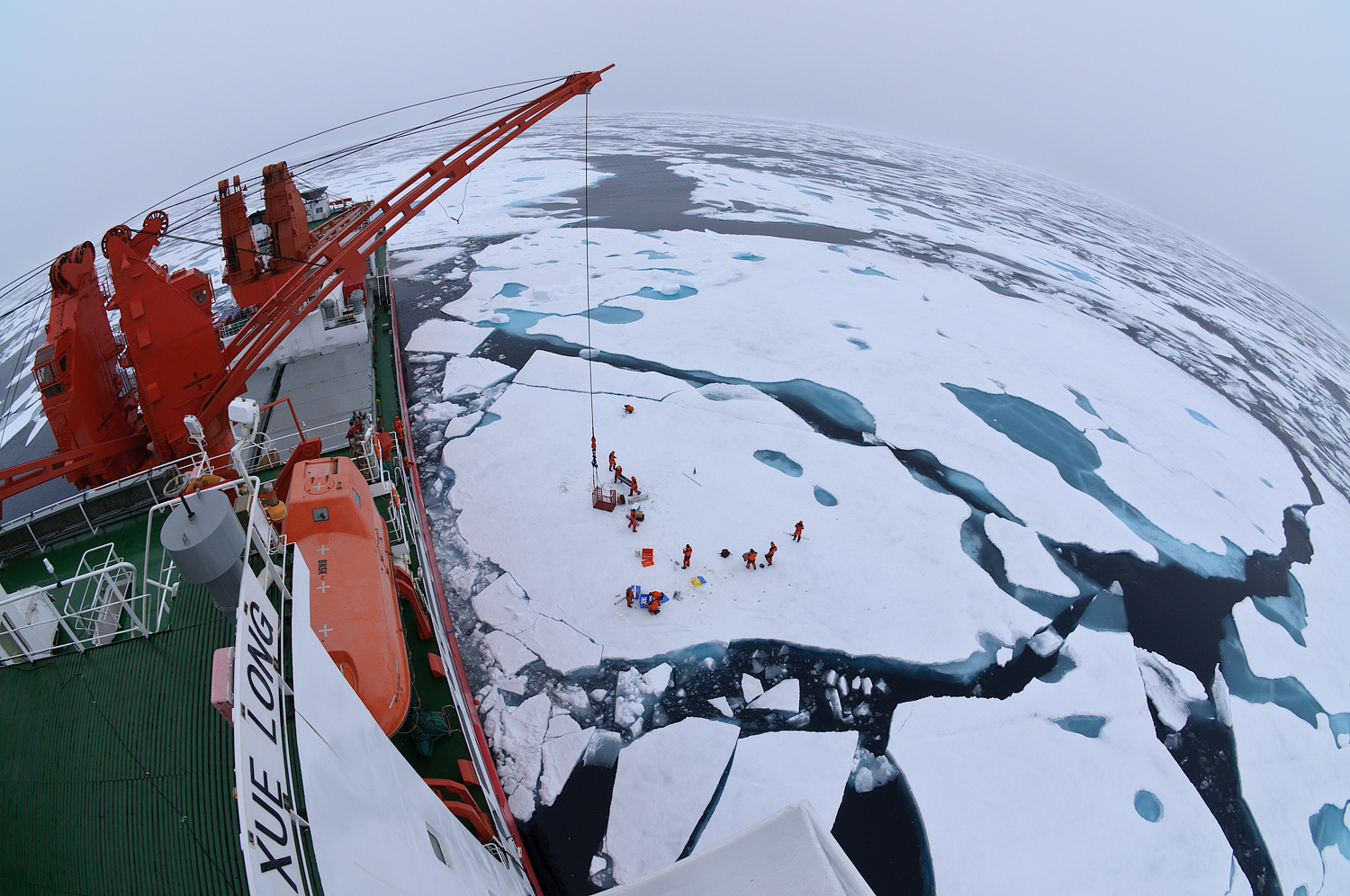
極地吊裝

雪龙号（英語：MV Xue Long）是中国的破冰船和科学考察船，由乌克兰赫尔松船厂建造。1993年底由中国从乌克兰赫尔松船厂购进，并先后经过上海沪东中华船厂二次大规模的改装。该船首航于1994年10月。
雪龙号的前身是前苏联10621型极地运输船，该型船的首船是船体号为6001的俄罗斯商船“伊万·帕帕宁”（俄语：Иван Папанин）号，而雪龙号则是船体号为6003的第三艘该型船。
雪龙号出名是因为突然出现在加拿大海岸村庄图克托亚图克附近的北极圈。加拿大当局无法跟踪该船引起争议，这起事件仍然被視作加拿大無足夠準備防衛其北方主權的證據。
除了可搭載直升机外，该船还配有北极级定期自主水下载具。2009年，中国研发了雪龙在线，通过海事卫星通讯链路（BGAN），将船上的航行动态与科学考察数据与国内数据器交换，并通过互联网发布，使得雪龙号的动态可在网上查看。
在2018年前，该船曾是中国唯一一艘在役破冰考察船。中国的第二艘极地考察船于2018年3月28日在江南造船（集团）有限责任公司正式入坞建造，于2018年9月10日在上海下水，命名为雪龙2号，2019年上半年交船。

## 建造背景
雪龍號原身是前蘇聯準備造給北冰洋地區運輸公司的八艘同型的破冰船之一。前蘇聯解體後，這艘在烏克蘭赫爾松船廠建造，完成程度為83％的船隻沒有辦法繼續下去，中國得以1750萬美元低價購入，然後船廠按照中國的需求，改造成極地考察船，於1993年3月25日改造完工。

## 參與任務歷程
| 任務               | 日期                           | 備注 |
| ------------------ | ------------------------------ | --- |
| 第11次南極科學考察 | 1994年10月31日 - 1995年3月1日  | 雪龍號首赴南極區進行考察。 |
| 第12次南極科學考察 | 1995年11月20日 - 1996年4月1日  | [ 9 ] |
| 第13次南極科學考察 | 1996年11月18日 - 1997年4月20日 | 途經香港時與招商局聯合主辦了中國南極考察展覽活動。 |
| 第14次南極科學考察 | 1997年11月15日 - 1998年4月4日  | [ 11 ] |
| 第15次南極科學考察 | 1998年11月5日 - 1999年4月2日   | |
| 第1次北極科學考察  | 1999年7月1日 - 1999年9月9日    | 從上海出發，穿過日本海、宗谷海峽、鄂霍次克海、白令海，兩次跨入北極圈，到達楚科奇海、加拿大海盆和多年海冰區。 |
| 第16次南極科學考察 | 1999年11月1日 - 2000年4月5日   | [ 12 ] |
| 第18次南極科學考察 | 2001年11月5日 - 2002年4月2日   | [ 13 ] |
| 第19次南極科學考察 | 2002年11月20日 - 2003年3月20日 | 首次在南極阿梅里冰架鑽探成功。 |
| 第2次北极科学考察  | 2003年7月15日 - 9月26日        | 中國航海史上首次跨越北緯80度。 |
| 第21次南極科學考察 | 2004年10月25日 - 2005年3月24日 | 實現了人類首次從地面進入冰穹A。 |
| 第22次南極科學考察 | 2005年11月18日 - 2006年3月27日 | 中國首次發現月球隕石，地點在格羅夫山。 |
| 第24次南極科學考察 | 2007年11月12日 - 2008年4月15日 | [ 19 ] |
| 第3次北极科学考察  | 2008年7月11日 - 9月24日        | [ 20 ] |
| 第25次南極科學考察 | 2008年10月20日 - 2009年4月10日 | 完成崑崙站建站。 |
| 第26次南極科學考察 | 2009年10月11日 - 2010年4月6日  | [ 22 ] |
| 第4次北极科学考察  | 2010年7月1日 - 9月19日         | 以北緯88度26分打破了中國航海史最高緯度紀錄。 |
| 第27次南極科學考察 | 2010年11月11日 - 2011年4月5日  | [ 24 ] |
| 第28次南極科學考察 | 2011年11月3日 - 2012年4月8日   | [ 25 ] |
| 第5次北极科学考察  | 2012年7月2日 - 9月27日         | 首次穿越北極航道往返大西洋和太平洋。 |
| 第29次南極科學考察 | 2012年11月5日 - 2013年4月9日   | [ 26 ] |
| 第30次南極科學考察 | 2013年11月7日 - 2014年4月15日  | 建立泰山站。另途中參予營救和搜索行動(見下節)。 |
| 第6次北极科学考察  | 2014年7月11日 - 9月23日        | [ 28 ] |
| 第31次南極科學考察 | 2014年10月30日 - 2015年4月10日 | 到達南緯77°35′，打破中國船舶向南航行緯度最高紀錄。 |
| 第32次南極科學考察 | 2015年11月7日 - 2016年4月12日  | [ 30 ] |
| 第7次北极科学考察  | 2016年7月11日 - 9月26日        | [ 31 ] |
| 第33次南極科學考察 | 2016年11月2日 - 2017年4月11日  | 抵達南緯78°41′，刷新全球船舶向南航行緯度最高紀錄。 |
| 第8次北极科学考察  | 2017年7月20日 - 10月10日       | 首航北極西北航道。 |
| 第34次南極科學考察 | 2017年11月8日 - 2018年4月21日  | 与向陽紅01號聯合執行，兼隨測「特種低溫鋼」樣品。 |
| 第9次北极科学考察  | 2018年7月20日 - 9月26日        | [ 37 ] |
| 第35次南極科學考察 | 2018年11月2日 - 2019年3月12日  | 自然資源部首次南極考察。 同年12月16日，發現適建大機場之藍冰區，位于中国南极内陆考察出发基地西南向約10公里處。 北京時間2019年1月19日上午10時47分，在南極的阿蒙森海密集冰區航行時，受濃霧影響撞上冰山。幸無人受傷，只船艏桅杆及部分舷牆受損。經船員搶修後，22日已恢復航行。 |
| 第36次南极科学考察 | 2019年10月22日 - 2020年4月23日 | 与雪龙2号联合执行；雪龙2号于2019年10月9日从上海出发、同月15日从深圳启程，雪龙号则于10月22日才从上海启程。 本次考察对恩克斯堡岛的罗斯海新站站址进行了前期调查。 |
| 第39次南极科学考察 | - 2023年4月3日                 | 2023年4月3日抵達上海 |
| 第40次南极科学考察 | - 2024年4月10日                | 2024年4月10日抵達青島 |
| 第41次南极科学考察 | 2024年11月1日- 2025年4月8日    | [ 46 ] |

## 參與營救
2013年12月24日，隸屬俄羅斯遠東地區水文氣象研究院，被一支澳大利亞「探險隊」租用的考察船紹卡利斯基院士號於南極被困。依照海上人命安全公約，雪龍號受澳大利亞海事安全局徵用，與其餘兩艘破冰船前往營救。截至12月29日，雪龍號已駛至附近，但因冰層太厚，暫時無法靠近，仍然無法救出被困人員，正等待最後一艘船隻南極光號協助救援。最終營救行動於2014年1月2日展開，雪龍號派出直升機，將船上52名乘客分3批次轉移至南極光號。科學家批評紹卡利斯基院士號的這次探險，指出租用這艘船的所謂澳大利亞「探險隊」，將旅遊團偽裝成科學探險，載著付費旅客出航。
各國的破冰船原本在為南極科學考察站補給物資，因需拯救這些遊客脫險，被迫中斷補給趕往營救，好些為期多年的真正極地科學研究計劃，都因此受嚴重阻礙，代價巨大。令外界多國憤怒的另一個原因，是澳大利亞探險隊的人於等待救援時，仍然興高采烈地慶祝，直播到紐約時代廣場新年倒數活動，態度極度輕佻。
2014年1月3日，在结束营救任务后，雪龙号自身被所在洋面周围的浮冰包围受困。。2014年1月7日，因應條件許可，雪龍號開始嘗試自行突圍。直至同日晚18時，船隻成功突圍，並駛往清水區。
南極的紹卡利斯基院士號救援行動之後，雪龍號停靠在西澳珀斯。2014年3月8日，從吉隆坡國際機場到北京首都國際機場的馬來西亞國際航空370航班失踪。來自澳大利亞當局的衛星圖像將飛機搜索到位於珀斯西南約2,500公里（1,600英里）的印度洋地區。由於靠近該地區，雪龍號又加入多國搜索行動。

## 科研设备

### 舰载直升机
雪龙号在船尾配有直升机甲板和两个机库供直升机的起落与停放。雪龙号曾长期租用直-9型直升机等作为配舰直升机协助完成科考等任务；在2009年4月12日，一架租用的直9直升机在上海离船后坠海并造成一名机师死亡。 2009年10月时，中国国家海洋局购入一架俄制卡-32型直升机配给雪龙号作为其专用舰载直升机，被命名为“雪鹰11”号；该机于北京时间2011年12月9日凌晨在从雪龙号向为中国南极中山站运输物资的返舰途中坠落冰面损毁。。 雪龙号现役舰载直升机为一架注册俄制卡-32型“雪鹰12”号直升机（注册号 B-7817），于2013年11月6日正式入列。。